# Robi Levkovich
Robi Levkovich (héberül: רובי לבקוביץ'; Ramat Gan, 1988. augusztus 31. –) izraeli utánpótlás-válogatott labdarúgó, jelenleg az izraeli Hapóél Hadera játékosa.

## Pályafutása

### Klubcsapatokban
Levkovich 2009 és 2013 között az izraeli Makkabi Petah Tikvá játékosa volt, mellyel 2013-ban megnyerte az izraeli másodosztályú bajnokságot. 2014-ben a Makkabi Netánjá csapatával bejutott az izraeli kupa döntőjébe, majd egy év múlva szintén, ekkor már a Hapóél Beér-Seva játékosaként. 2016-ban izraeli bajnok lett a Beér-Sevával. 2019 nyarán a magyar élvonalbeli Budapest Honvéd szerződtette le.

### Válogatott
2010-ben egy alkalommal pályára lépett az izraeli U21-es válogatottban egy Fehéroroszország elleni barátságos mérkőzésen.

## Magánélete
A nagyszülei révén magyar, akik éltek is Magyarországon, rendelkezik magyar útlevéllel.

## Sikerei, díjai
Hapóél Beér-Seva:
- Izraeli bajnok: 2015–16

Budapest Honvéd:
- Magyar Kupa-győztes: 2019–20